# Síndico

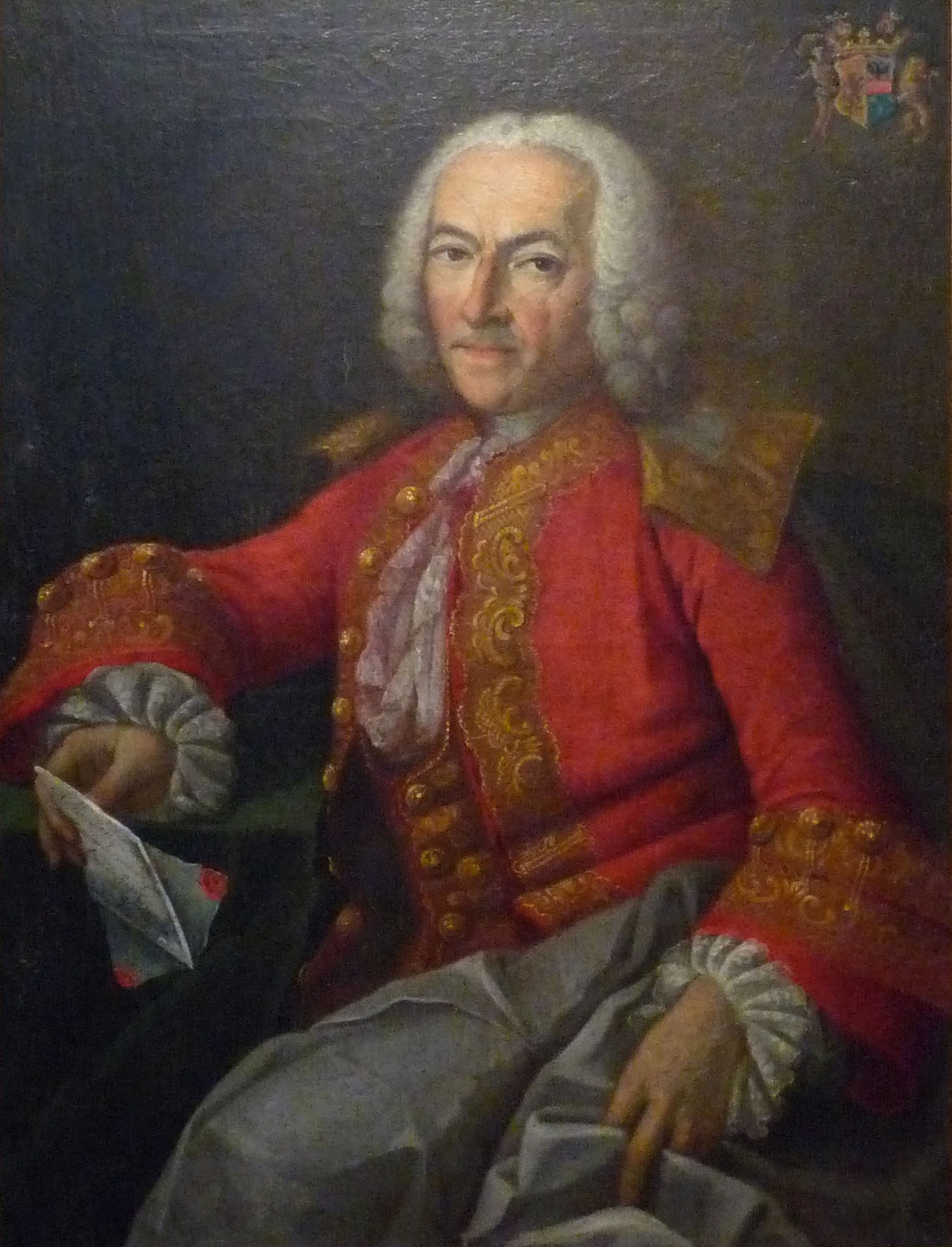
El barón Jean François de Spon, Síndico Real en Estrasburgo de 1758 a 1773.

El síndico es una persona elegida por una comunidad o corporación para cuidar de sus intereses. Como tal, tiene diferentes acepciones en diferentes ramas del derecho.
En todo caso, el trabajo del síndico suele consistir en fiscalizar el funcionamiento de una entidad con el fin de proteger los intereses de sus representados.

## Derecho público
El síndico es una autoridad elegida por el pueblo, para cuidar de sus intereses, inmiscuyéndose en el Ayuntamiento y haciendo de intermediario entre el pueblo y las autoridades para salvaguardar la legalidad, honradez y eficiencia.

## Derecho privado

### Derecho concursal
En un concurso de acreedores o en una quiebra, el síndico es el encargado de liquidar el activo y el pasivo del deudor. Tras la declaración de la situación se procede a su nombramiento, y desde ese momento tiene todos los poderes de un administrador sobre el patrimonio que va a ser objeto de liquidación.
Tiene la obligación de proteger los intereses de los acreedores, tratando de obtener el mayor beneficio posible de los bienes del deudor para satisfacer el mayor porcentaje posible de deudas impagas.

### Derecho de sociedades
Existen varias figuras en derecho societario. Estos son algunos ejemplos:
- Síndico de la cooperativa: fiscaliza la administración de la entidad con la finalidad de protección de los socios.
- Síndico de las sociedades emisoras de obligaciones: Figura que aparece para fiscalizar a esas sociedades con la finalidad de proteger los intereses de los obligacionistas.